# 김다연
김다연(金多娟, 2003년 3월 2일~)은 대한민국의 가수로, 걸 그룹 Kep1er의 멤버이다.
서울특별시에서 출생하여 2018년 오디션 프로그램 《PRODUCE 48》에 CNC 연습생으로 출연했으나 70위로 밀려 1차 순위 발표식에서 탈락했다. 이후 나병준 전 판타지오 대표가 새로 설립한 스타디움에 입사해 연습생으로 있었으나 데뷔가 무산됐고, 젤리피쉬 엔터테인먼트로 다시 이적한 후 《Girls Planet 999》에 참가해 4위를 기록하며 케플러로 데뷔하였다.
2022년 10월 싸이퍼의 원과의 열애설이 부상했다. 소속사는 이를 텐아시아와의 통화를 통해 사실상 용인하는 코멘트를 했다.

## 작품 목록

### 드라마
| 연도 | 방송사 | 제목          | 역할 | 비고 |
| ---- | ------ | ------------- | ---- | ---- |
| 2006 | KBS2   | 소문난 칠공주 | 아역 |      |

### 방송
| 연도 | 방송사 | 제목             | 날짜                | 역할      | 비고        |
| ---- | ------ | ---------------- | ------------------- | --------- | ----------- |
| 2018 | Mnet   | PRODUCE 48       | 6월 15일 ~ 7월 13일 | 연습생    | 70위 (탈락) |
| 2021 | Mnet   | Girls Planet 999 | 8월 6일 ~ 10월 22일 | 연습생    | 4위 (데뷔)  |
| 2022 | SBS M  | 더 쇼            | 2월 22일            | 스페셜 MC |             |